# Glacier Tustumena
Pour les articles homonymes, voir Tustumena.
Le glacier Tustumena est un glacier de la péninsule de Kenai dans l'État américain d'Alaska. Le glacier naît dans les champs de glace de Harding avant de poursuivre sur 32 km jusqu'à son terminus, à 8 km du lac Tustumena. Aujourd'hui, le glacier est en phase de retrait.
Le nom local du glacier a été reporté vers 1911 par l'USGS. Son altitude est de 774 m.